# Établissements Thiriar et Van den Daele
Établissements Thiriar et Van den Daele war ein belgischer Hersteller von Automobilen.

## Unternehmensgeschichte
Die Herren Robert Thiriar und Van den Daele gründeten 1919 das Unternehmen. Der Sitz war in Ixelles/Elsene. Zunächst verkauften sie Fahrzeuge von SICAM. Im Frühling 1920 begann die eigene Fahrzeugproduktion. Der Markenname lautete TVD. 1921 wurde ein Fahrzeug in England präsentiert. Etwa 20 Mitarbeiter waren beschäftigt. 1924 endete die Produktion. Das Unternehmen wurde aufgelöst. Insgesamt entstanden etwa 50 Fahrzeuge.

## Fahrzeuge
Das erste Modell hatte einen Vierzylindermotor von Dambiermont mit 1094 cm³ Hubraum. 1922 folgte das Nachfolgemodell 8/10 CV, dessen Motor aus Frankreich kam und 1496 cm³ Hubraum hatte. 1924 ergänzten die Modelle 10/12 CV und 15/16 CV das Sortiment.